# ريد فيشر (صحفي)
ريد فيشر هو صحفي كندي، ولد في 22 أغسطس 1926 في مونتريال في كندا، وتوفي بنفس المكان في 19 يناير 2018.